# دراسوف (ناحیه برنو-تسوونتری)
دراسوف (به چکی: Drásov) یک منطقهٔ مسکونی در جمهوری چک است که در ناحیه برنو-تسوونتری واقع شده‌است. دراسوف ۱۰٫۷۱ کیلومتر مربع مساحت و ۱٬۴۷۹ نفر جمعیت دارد و ۲۷۰ متر بالاتر از سطح دریا واقع شده‌است.